# Prudnik
Prudnik (in slesiano anche Prōmnik, in tedesco Neustadt in Oberschlesien, in ceco Prudník) è una città polacca, attraversata dal fiume Prudnik. È situata vicino al confine con la Repubblica Ceca, a circa 45 chilometri da Opole e a nord est di Zlaté Hory. Fa parte del voivodato di Opole ed è sede del comune di Prudnik.
Ricopre una superficie di 20,50 km² e nel 2018 contava 21 170 abitanti.

## Geografia fisica
Si trova nel sudovest del paese, sulle rive del fiume Prudnik, nella regione geografica della Slesia, tra Breslavia e Katowice.

## Storia
Con la guerra di successione austriaca entrava nel Regno di Prussia e tra le due guerre mondiali fu capoluogo della provincia dell'Alta Slesia. Prudnik è stata la sede di uno dei 45 sottocampi del campo di concentramento di Auschwitz. Alla fine della seconda guerra mondiale passò alla Polonia.

## Popolazione
| Anno | Popolazione |
| ---- | ----------- |
| 1534 | 114         |
| 1675 | 2,527       |
| 1754 | 2,905       |
| 1885 | 16,093      |
| 1939 | 17,339      |
| 1946 | 10,886      |
| 1956 | 14,900      |
| 1980 | 22,402      |
| 1990 | 26,400      |
| 2003 | 23,528      |
| 2018 | 21,170      |

## Monumenti
- Chiesa dell'Arcangelo Michele - costruita negli anni 1730-1738 a cura di Jan Innocenty Töpper. Si trova al centro della città
- Palazzo di Comune - edificio risalente al 1782 in stile barocco-classicismo. Si trova nella piazza principale della città
- Convento di francescani - in questo luogo è stato imprigionato il cardinale Stefan Wyszyński dal 6 novembre 1954 al 28 novembre 1955

## Amministrazione

### Gemellaggi
- Northeim, dal 1990
- Bogumin, dal 2000
- Nadwirna, dal 2000
- Krnov, dal 2000
- San Giustino, dal 2000

## Galleria d'immagini

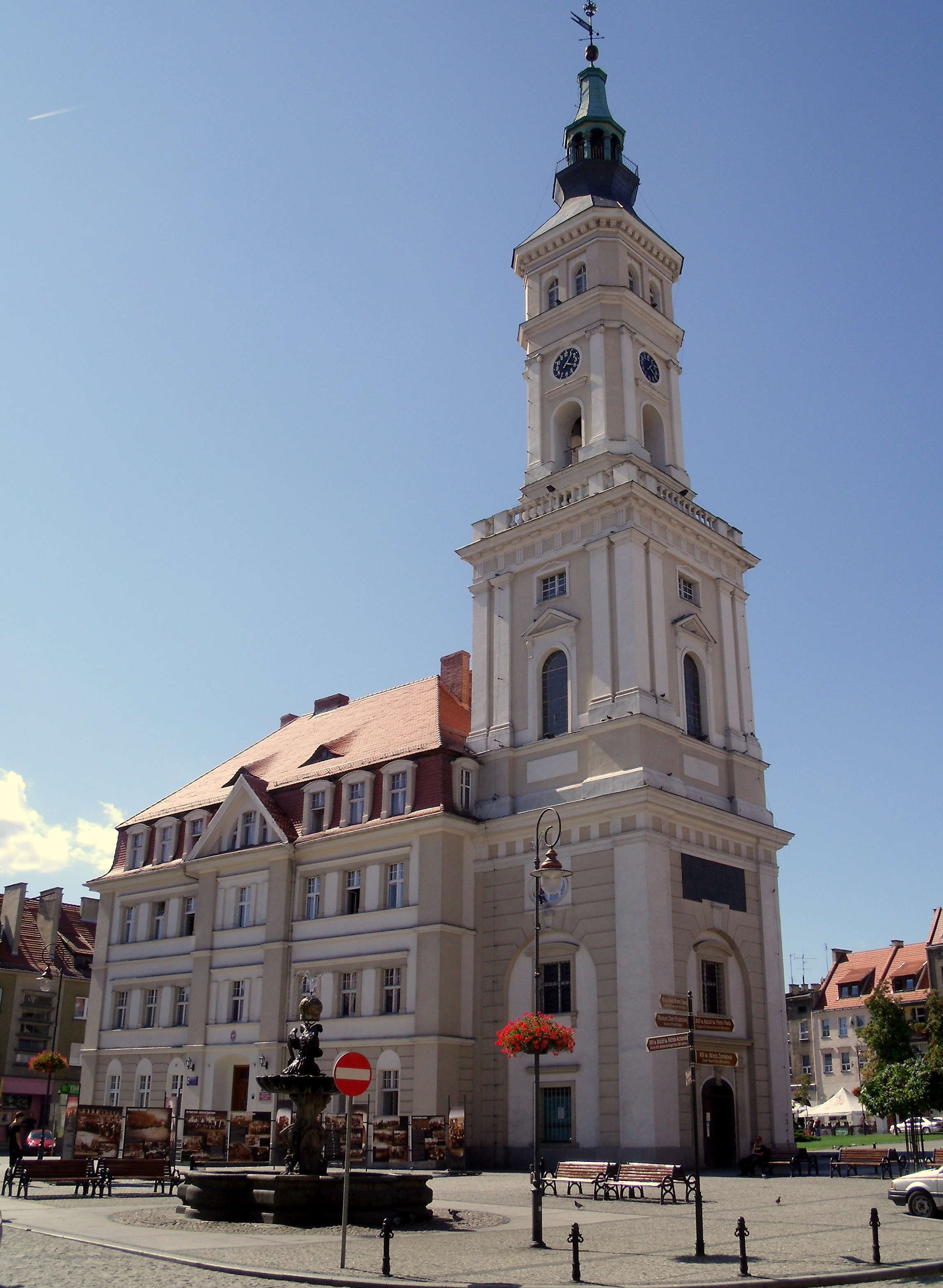
Il municipio di Prudnik
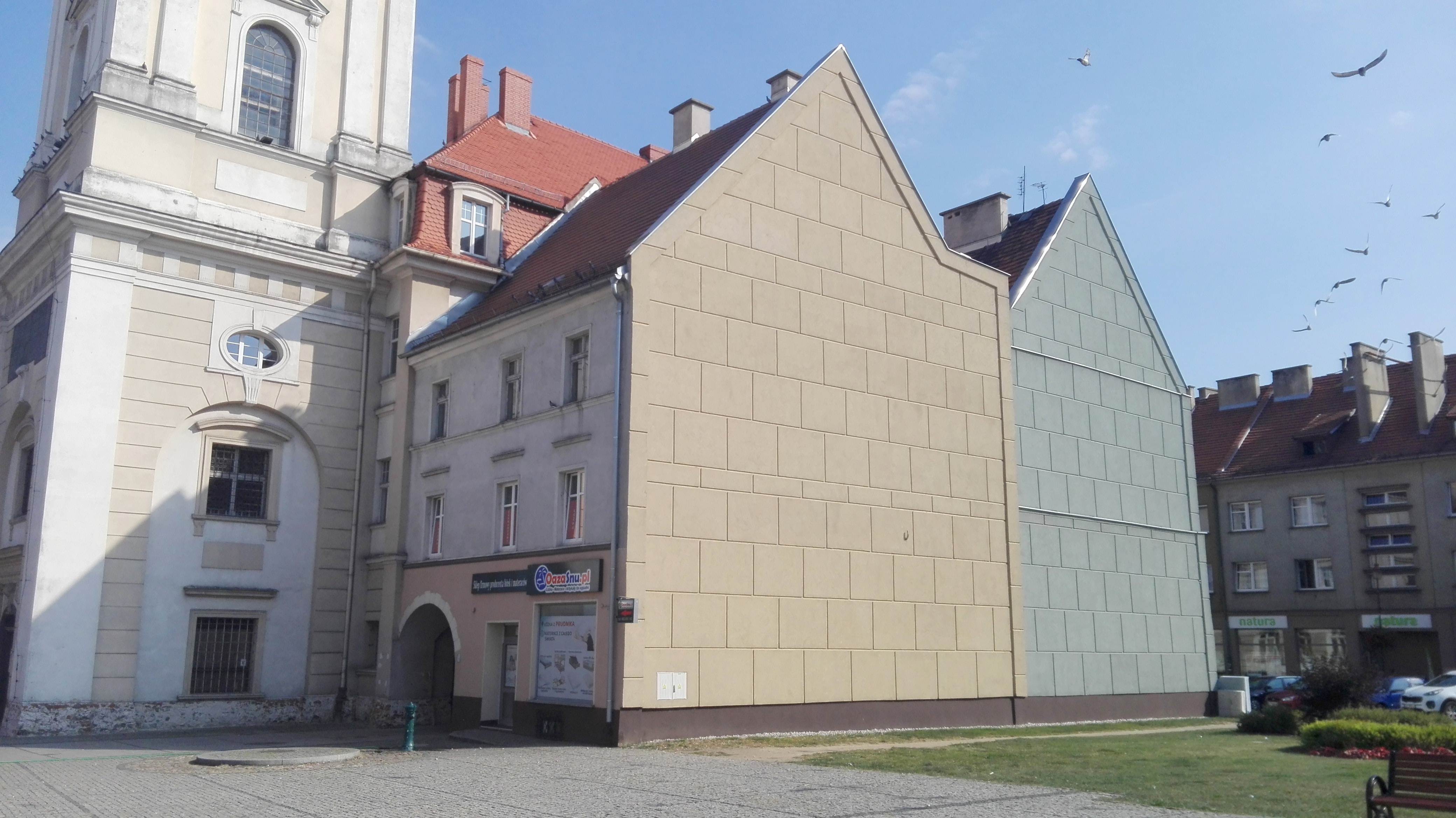
Edifici adiacenti al municipio
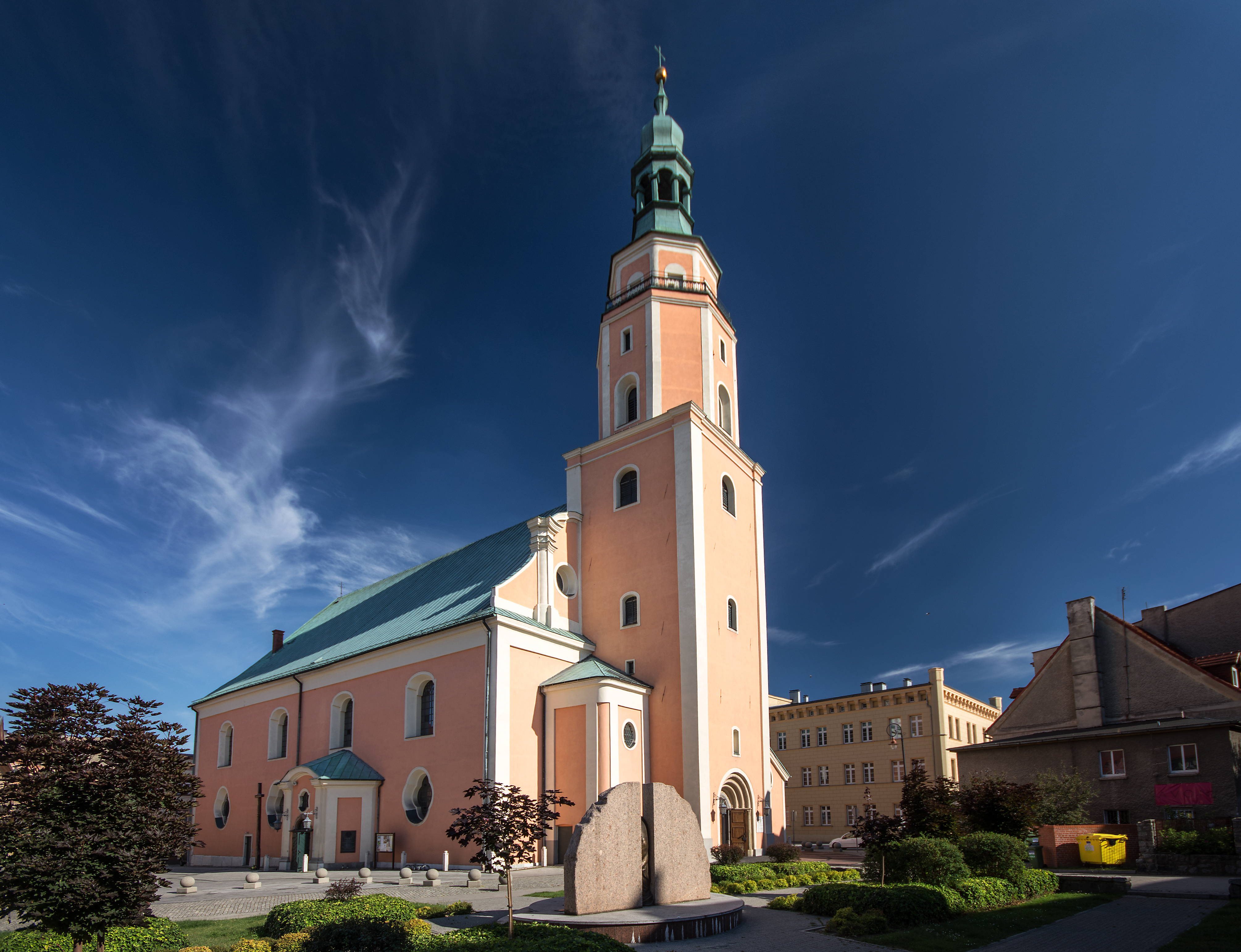
Chiesa parrocchiale
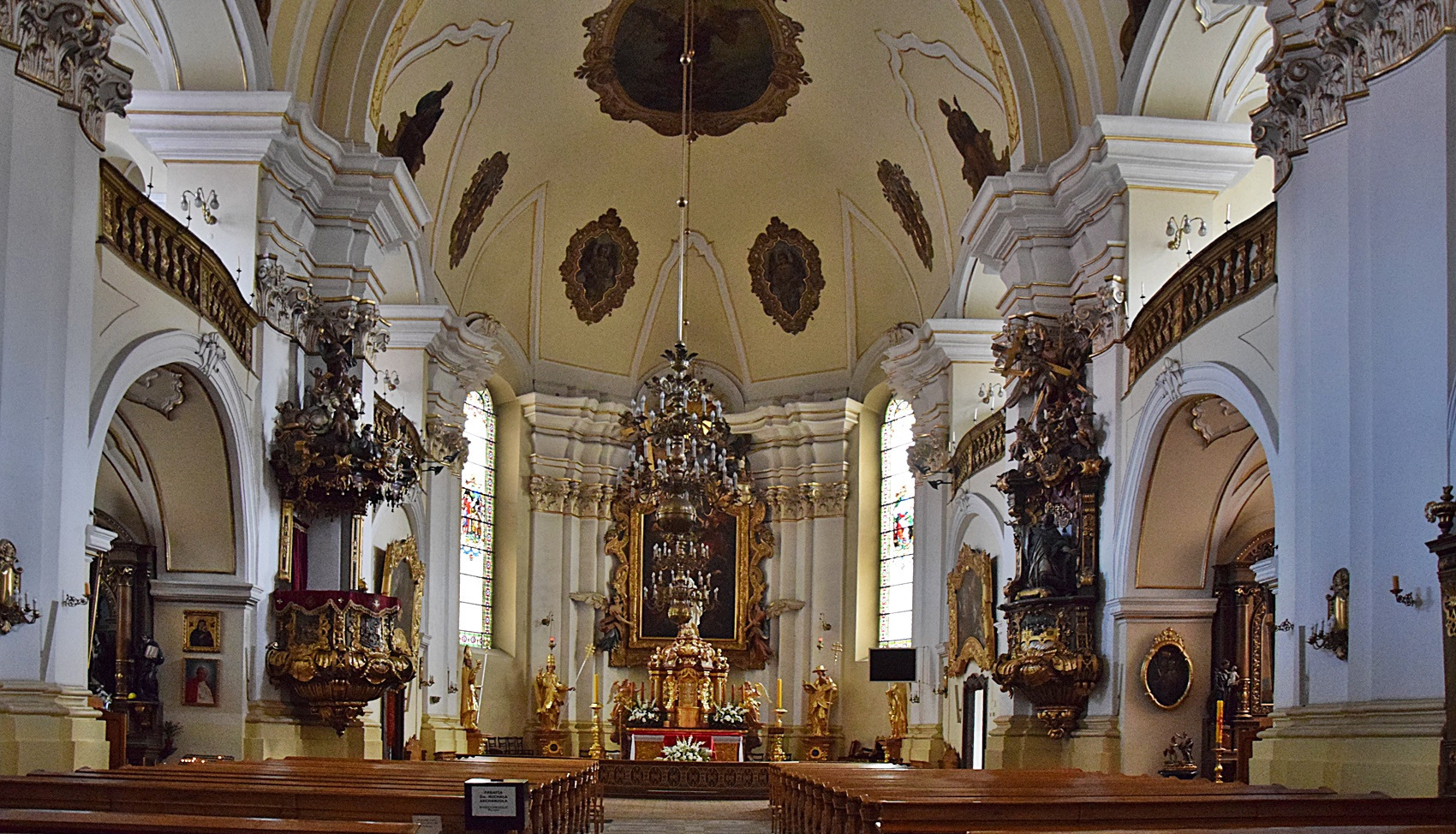
Interno della chiesa parrocchiale
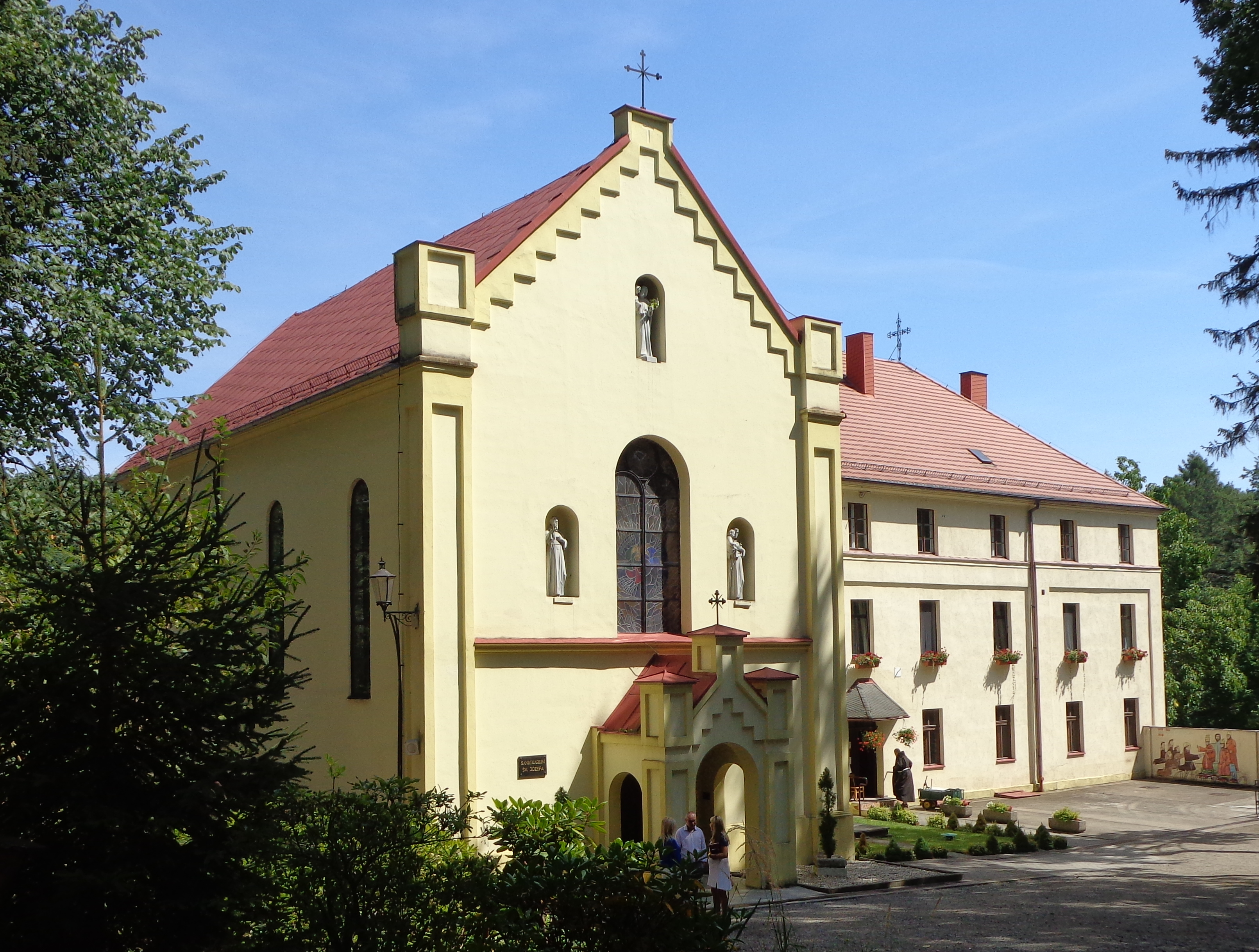
Chiesa francescana
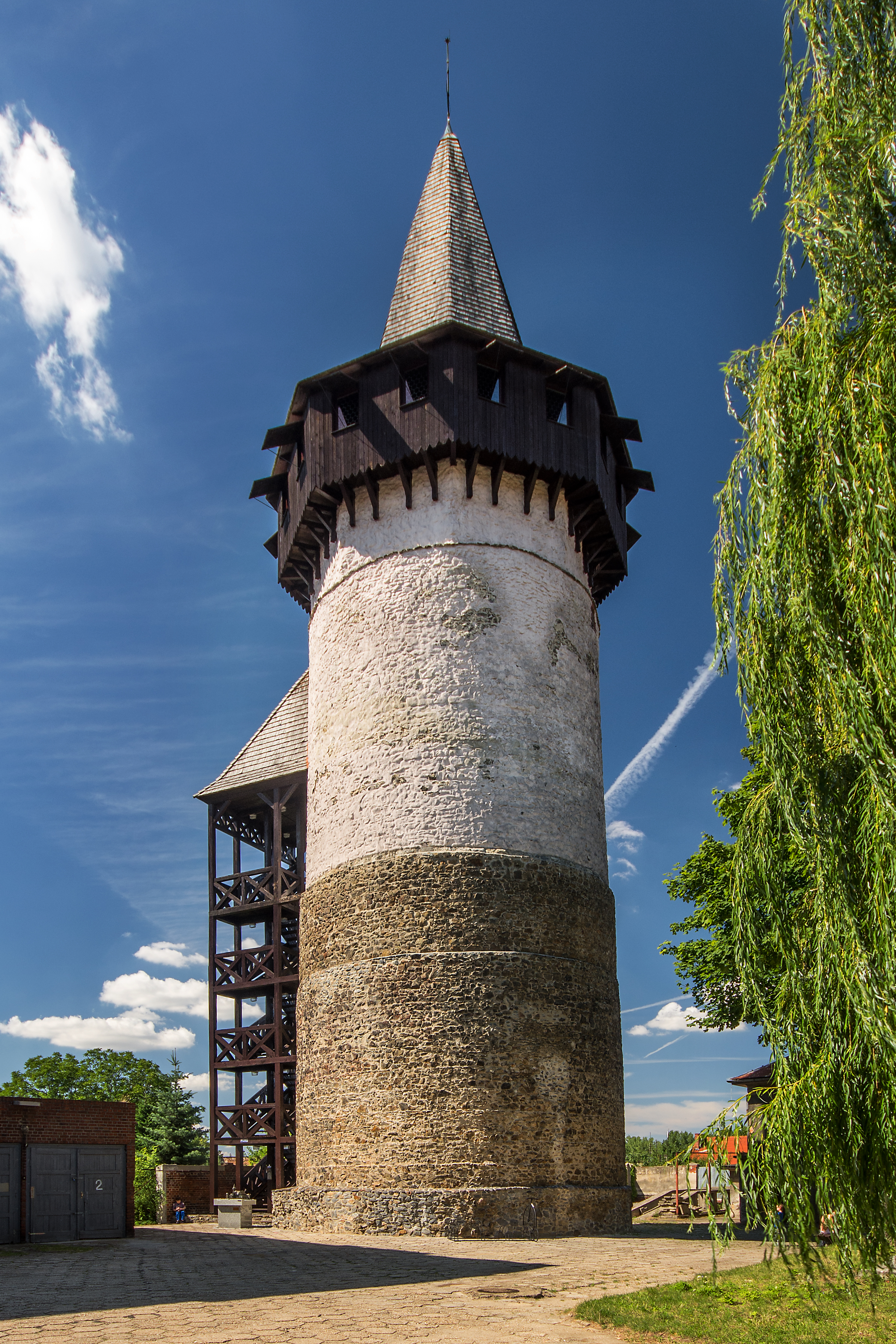
Torre di piazza Zamkowy